# Rubin 8
Rubin 8, auch Rubin 8-AIS (Automatic Identification System), ist ein deutscher Experimentalsatellit, der von OHB SE gebaut wurde und betrieben wird.
Er hat die Aufgabe, die AIS-Signalempfänger im Orbit und die Datenübertragung über Orbcomm- und Iridium-Netzwerke zu testen.

## Aufbau
Rubin 8 ist ein Satellit, der fest mit der Oberstufe der Trägerrakete verbunden ist und auch nicht getrennt wird.
Er wird durch Solarzellen und Batterien mit Strom versorgt.

## Start
Rubin 8 wurde am 28. April 2008 mit einer PSLV-CE-Trägerrakete, zusammen mit Cartosat-2A, IMS-1, CanX-2, CanX-6, CUTE-1.7 + APD II, SEEDS 2, Delfi-C3, AAU-CubeSat 2 und COMPASS-1 vom Satish Dhawan Space Centre aus, in einen niedrigen Erdorbit gebracht.